# Les Branchés débranchés
Les Branchés débranchés (The Young Ones) est une série télévisée britannique, en 12 épisodes de 35 minutes, créée par Ben Elton, Rik Mayall et Lise Mayer et diffusée entre le 9 novembre 1982 et le 7 août 1984 sur le réseau BBC Two. En France, la série a été diffusée à partir de 1985 sur Canal+, puis rediffusée en 2015 sur Énorme TV.

## Synopsis
Cette série met en scène les aventures délirantes de quatre jeunes londoniens partageant un appartement : Vvyan, le punk violent et accessoirement étudiant en médecine ; Neil, le hippie ; Rick, l'anarchiste, étudiant en sociologie et Mike, the cool person, riche et désœuvré.
Outre les séquences surréalistes, dans chacun des épisodes et la plupart du temps sans aucun lien avec le scénario, un groupe musical joue un morceau. Ainsi, on a pu voir et entendre Cliff Richard, Madness, Dexys Midnight Runners, Motörhead, The Damned, Nine Below Zero, The Cure, Rip Rig & Panic ou encore Wham!.

## Distribution
- Adrian Edmondson : Vivian « Viv »
- Rik Mayall : Rick
- Nigel Planer : Neil Pye
- Christopher Ryan (en) : Mike
- Alexei Sayle : Jerzi Balowski, le propriétaire
- Hugh Laurie : Lord Monty
- Stephen Fry : Lord Snot
- Emma Thompson : Miss Money Sterling
- Rupert Everett: Kendal Mintcake
- Ben Elton
- Dawn French
- Jennifer Saunders
- Robbie Coltrane
- Griff Rhys Jones
- Mel Smith
- Lenny Henry
- Tony Robinson
- Terry Jones
- Jonathan Pryce
- David Rappaport
- Stephen Frost
- Mark Arden
- Gareth Hale
- Norman Pace
- Helen Lederer
- Tamsin Heatley
- Mohammad Al-Ali: King Fahd
- David McCallum
- Timothy Spall

## Épisodes

### Première saison (1982-1983)
1. Titre français inconnu (Demolition)
2. Titre français inconnu (Oil)
3. Titre français inconnu (Bomb)
4. On s'ennuie (Boring)
5. Titre français inconnu (Interesting)
6. Titre français inconnu (Flood)

### Deuxième saison (1983-1984)
1. Titre français inconnu (Bambi)
2. Titre français inconnu (Cash)
3. Titre français inconnu (Nasty)
4. Titre français inconnu (Time)
5. Malade (Sick)
6. Titre français inconnu (Summer Holiday)